# 펄 네클레스
펄 네클레스(영어: pearl necklace)는 남성이 성관계를 맺는 중, 파트너의 목과 가슴, 가슴 위나 그 주변에 정액을 분출하는 행위를 가리킨다. 사정이 얼굴에 행해진 경우에는 얼굴 사정이라고 한다. 이러한 사정은 파이즈리와 자위에 의해서도 가능하다. 또한, 구강 성교 후에 사정하는 남성이 파트너의 입에서 페니스를 뺄 때 이루어지는 경우도 있다.
방출한 정액이 흰색 진주 목걸이를 닮은데서 펄 네클레스라는 표현이 사용하게 되었다.

## 문화 속의 펄 네클레스
2004년에 방송된 HBO의 드라마 《섹스 앤 더 시티》의 에피소드 69에서 이 단어가 소개되었다. 또한 부기 블루스 밴드인 ZZ 탑의 노래 "Pearl Necklace"는 여성을 천하게 취급하여 바람직하지 않다고 비판했다.

## 같이 보기
- 젖치기